# Euproctis mulleri
Euproctis mulleri är en fjärilsart som beskrevs av Pieter Cornelius Tobias Snellen 1877. Euproctis mulleri ingår i släktet Euproctis och familjen tofsspinnare. Inga underarter finns listade i Catalogue of Life.